# Michał Listkiewicz
Michal Józef Listkiewicz (Varsó, 1953. május 23. –) lengyel nemzetközi labdarúgó-játékvezető, partbíró. Polgári foglalkozása sportújságíró. Egyetemi tanulmányaihoz szükséges egyik nyelvismeret megszerzéséért Magyarországon, magyar nyelvet tanult, 1977-ben újságíróként diplomázott a Varsói Egyetemen. Szülei, édesapja Zygmunt Listkiewicz színész, édesanyja Olga Koszutska színésznő és a varsói Lengyel Színház igazgatója

## Pályafutása

### Labdarúgóként
Varsóban, a Marymont klubban játszott labdarúgó játékosként. Nagyon szereti a kosárlabda és a kézilabda sportot is. Egyetemi évei alatt a kosárlabda csapat menedzsere, a labdarúgócsapat titkára.

### Nemzeti játékvezetés
Katonai évei alatt iratkozott be egy játékvezetői tanfolyamra. A játékvezetői vizsgát 1973-ban tette le, majd különböző labdarúgó osztályokban szerezte meg a szükséges tapasztalatokat, 1989-ben lett hazája legfelső szintű labdarúgó-bajnokságának partbírója. A partbírói feladatok ellátására szakosodott. Közel 1100 mérkőzésen működött közre partbíróként. Az aktív nemzeti játékvezetést 1996-ban fejezte be.

### Nemzetközi játékvezetés
A Lengyel labdarúgó-szövetség (PZPN) Játékvezető Bizottsága terjesztette fel nemzetközi játékvezetőnek, a Nemzetközi Labdarúgó-szövetség (FIFA) 1983-tól tartotta nyilván bírói keretében. A FIFA JB központi nyelvei közül a angolt beszéli. Több nemzetek közötti válogatott és klubmérkőzést vezetett, vagy működő társának partbíróként segített. A lengyel nemzetközi játékvezetők rangsorában, a világbajnokság-Európa-bajnokság sorrendjében többedmagával a 4. helyet foglalja el 8 találkozó szolgálatával. A nemzetközi játékvezető/partbírói tevékenységet 1996-ban fejezte be, 150 nemzetközi mérkőzésen volt játékvezető, vagy működő társának partbíróként segített. Válogatott mérkőzéseinek száma: 14.

#### Labdarúgó-világbajnokság
A világbajnoki döntőhöz vezető úton Mexikóba a XIII., az 1986-os labdarúgó-világbajnokságra, Olaszországba a XIV., az 1990-es labdarúgó-világbajnokságra és Amerikai Egyesült Államokba a XV., az 1994-es labdarúgó-világbajnokságra a FIFA JB partbíróként alkalmazta. Partbírói tevékenysége világbajnokságokon: 11.

##### 1986-os labdarúgó-világbajnokság

###### Selejtező mérkőzés
| Időpont           | Helyszín                         | Mérkőzés típusa           | Mérkőzés                | Eredmény | Nézők száma |
| ----------------- | -------------------------------- | ------------------------- | ----------------------- | -------- | ----------- |
| 1985. október 30. | Parc des Princes Stadion, Párizs | előselejtező (4. csoport) | Franciaország–Luxemburg | 6 – 0    | 28 597      |

##### 1990-es labdarúgó-világbajnokság

###### Selejtező mérkőzés
| Időpont            | Helyszín                       | Mérkőzés típusa           | Mérkőzés         | Eredmény | Nézők száma |
| ------------------ | ------------------------------ | ------------------------- | ---------------- | -------- | ----------- |
| 1988. október 19.  | Vaszil Levszki Stadion, Szófia | előselejtező (1. csoport) | Bulgária–Románia | 1 – 3    | 60 000      |
| 1989. november 15. | Hampden Park Stadion, Glasgow  | előselejtező (5. csoport) | Skócia–Norvégia  | 1 – 1    | 63 987      |

###### Világbajnoki mérkőzés
Négy csoportmérkőzés közül az egyiken egyes számú besorolást kapott, játékvezetői sérülés esetén továbbvezethette volna a találkozót. az egyik nyolcaddöntőn, negyeddöntőn és elődöntőn, végül, az Argentína-NSZK (0:1) a döntőn Edgardo Codesal Méndez játékvezető 2. pozíciós asszisztense lett. Az elődöntőn egyes számú besorolásban szolgált.
| Időpont          | Helyszín                              | Mérkőzés típusa              | Mérkőzés                         | Játékvezető            | Eredmény | Nézők száma |
| ---------------- | ------------------------------------- | ---------------------------- | -------------------------------- | ---------------------- | -------- | ----------- |
| 1990. június 8.  | Giuseppe Meazza Stadion, Milánó       | csoportmérkőzés (B. csoport) | Argentína–Kamerun                | Michel Vautrot         | 0 – 1    | 73 780      |
| 1990. június 16. | Luigi Ferraris Stadion, Genova        | csoportmérkőzés (C. csoport) | Skócia–Svédország                | Carlos Maciel          | 2 – 1    | 31 823      |
| 1990. június 20. | Delle Alpi Stadion, Torino            | csoportmérkőzés (C. csoport) | Brazília–Skócia                  | Helmut Kohl            | 1 – 1    | 38 000      |
| 1990. június 10. | Giuseppe Meazza Stadion, Milánó       | csoportmérkőzés (D. csoport) | Nyugat-Németország–Jugoszlávia   | Peter Mikkelsen        | 4 – 1    | 74 765      |
| 1990. június 26. | Marcantonio Bentegodi Stadion, Verona | egyik nyolcaddöntő           | Spanyolország–Jugoszlávia        | Aron Schmidhuber       | 1 – 2    | 35 500      |
| 1990. július 1.  | Giuseppe Meazza Stadion, Milánó       | egyik negyeddöntőn           | Nyugat-Németország–Csehszlovákia | Helmut Kohl            | 1 – 0    | 73 347      |
| 1990. július 3.  | San Paolo Stadion, Nápoly             | egyik elődöntő               | Argentína–Olaszország            | Michel Vautrot         | 1 – 1    | 59 978      |
| 1990. július 8.  | Olimpiai Stadion, Róma                | döntő                        | Argentína–Nyugat-Németország     | Edgardo Codesal Méndez | 0 – 1    | 73 603      |

##### 1994-es labdarúgó-világbajnokság

###### Selejtező mérkőzés
| Időpont             | Helyszín                   | Mérkőzés típusa           | Mérkőzés            | Eredmény | Nézők száma |
| ------------------- | -------------------------- | ------------------------- | ------------------- | -------- | ----------- |
| 1992. augusztus 16. | Kadriorg Stadion, Tallinn  | előselejtező (1. csoport) | Észtország–Svájc    | 0 – 6    | 3500        |
| 1993. augusztus 25. | Ernst Happel Stadion, Bécs | előselejtező (6. csoport) | Ausztria–Finnország | 3 – 0    | 21 000      |

###### Világbajnoki mérkőzés
1994-ben kettő csoportmérkőzés közül az egyiken egyes számú pozícióban, majd az egyik nyolcaddöntőn szintén egyes számú beosztásban működhetett partbíróként.
| Időpont          | Helyszín                       | Mérkőzés típusa              | Mérkőzés            | Játékvezető        | Eredmény | Nézők száma |
| ---------------- | ------------------------------ | ---------------------------- | ------------------- | ------------------ | -------- | ----------- |
| 1994. június 24. | Citrus Bowl Stadion, Orlando   | csoportmérkőzés (E. csoport) | Mexikó–Írország     | Kurt Röthlisberger | 2 – 1    | 60 790      |
| 1994. június 25. | Citrus Bowl Stadion, Orlando   | csoportmérkőzés (F. csoport) | Belgium–Hollandia   | Renato Marsiglia   | 1 – 0    | 62 387      |
| 1994. július 2.  | Soldier Field Stadion, Chicago | egyik nyolcaddöntő           | Németország–Belgium | Kurt Röthlisberger | 3 – 2    | 60 246      |

#### Labdarúgó-Európa-bajnokság
Az európai labdarúgó torna döntőjéhez vezető úton Nyugat-Németországba a VIII., az 1988-as labdarúgó-Európa-bajnokságra, valamint Svédországba a IX., az 1992-es labdarúgó-Európa-bajnokságra az UEFA JB játékvezetőként foglalkoztatta.

##### 1988-as labdarúgó-Európa-bajnokság

###### Selejtező mérkőzés
| Időpont           | Helyszín                       | Mérkőzés típusa           | Mérkőzés           | Eredmény | Nézők száma |
| ----------------- | ------------------------------ | ------------------------- | ------------------ | -------- | ----------- |
| 1987. október 28. | Lokomotiv Stadion, Szimferopol | előselejtező (3. csoport) | Szovjetunió–Izland | 2 – 0    | 24 812      |

##### 1992-es labdarúgó-Európa-bajnokság

###### Selejtező mérkőzés
| Időpont           | Helyszín               | Mérkőzés típusa           | Mérkőzés              | Eredmény | Nézők száma |
| ----------------- | ---------------------- | ------------------------- | --------------------- | -------- | ----------- |
| 1991. június 5.   | Városi Stadion, Odense | előselejtező (4. csoport) | Dánia–Ausztria        | 2 – 1    | 12 521      |
| 1991. október 16. | Míru Stadion, Olmütz   | előselejtező (1. csoport) | Csehszlovákia–Albánia | 2 – 1    | 2366        |

---
A női európai labdarúgó torna döntőjéhez vezető úton Dánia rendezte az 1991-es női labdarúgó-Európa-bajnokságot, ahol az UEFA JB játékvezetőként foglalkoztatta.

##### 1991-es női labdarúgó-Európa-bajnokság

###### Selejtező mérkőzés
| Időpont            | Helyszín                     | Mérkőzés típusa   | Mérkőzés              | Eredmény | Nézők száma |
| ------------------ | ---------------------------- | ----------------- | --------------------- | -------- | ----------- |
| 1990. november 14. | Városi Stadion, Kristiansand | egyik negyeddöntő | Norvégia–Magyarország | 02– 1    | 1000        |

#### Olimpiai játékok
Dél-Korea rendezte az 1988. évi nyári olimpiai játékok labdarúgó tornájának végső szakaszát, ahol a FIFA JB bírói szolgálatra alkalmazta.

##### 1988. évi nyári olimpiai játékok
| Időpont              | Helyszín                  | Mérkőzés típusa              | Mérkőzés           | Eredmény | Nézők száma |
| -------------------- | ------------------------- | ---------------------------- | ------------------ | -------- | ----------- |
| 1988. szeptember 22. | Dongdaemun Stadion, Szöul | csoportmérkőzés (D. csoport) | Ausztrália–Nigéria | 1 – 0    | 12 800      |

#### Nemzetközi kupamérkőzések

##### Kupagyőztesek Európa-kupája
| Időpont              | Helyszín                     | Mérkőzés típusa           | Mérkőzés            | Eredmény |
| -------------------- | ---------------------------- | ------------------------- | ------------------- | -------- |
| 1992. szeptember 16. | Ennio Tardini Stadion, Parma | első forduló (1.mérkőzés) | Parma FC–Újpesti TE | 1 – 0    |

#### A magyar labdarúgó-válogatott mérkőzései (1902–1929)
| Időpont             | Helyszín                      | Mérkőzés típusa     | Mérkőzés                 | Eredmény | Nézők száma |
| ------------------- | ----------------------------- | ------------------- | ------------------------ | -------- | ----------- |
| 1990. szeptember 5. | Megyeri úti Stadion, Budapest | válogatott mérkőzés | Magyarország–Törökország | 4 – 1    | 1500        |
| 1992. március 25.   | Népstadion, Budapest          | válogatott mérkőzés | Magyarország–Ausztria    | 2 – 1    | 7500        |

#### Mérkőzései az NBI-ben
| Időpont           | Helyszín             | Mérkőzés      | Eredmény | Nézők száma |
| ----------------- | -------------------- | ------------- | -------- | ----------- |
| 1986. április 12. | Népstadion, Budapest | Honvéd–Újpest | 6 : 0    | 5 000       |

## Sportvezetőként
1979-től 1984-ig a Lengyel Kosárlabda-szövetség elnökségének tagja. 1989-től a PZPN sajtótitkára, majd a főtitkár nemzetközi helyettese. 1995-1998 között a PZPN főtitkáraként szolgálta a labdarúgást. A belviszályok következtében Marian Dziurowicz elnök lemondott. 1999-től 2008 októberéig elnök. Korrupciós, vesztegetési botrány miatt a sportminiszter felfüggesztette a PZPN vezetőségét, de a FIFA sportdiplomáciai úton visszaállíttatta az eredeti állapotot.
A FIFA szervező képviselője, instruktora, játékvezető ellenőre. Az Európai Labdarúgó-szövetségnél az Európa-kupa/Európa Liga helyettes elnöke. 2007-től a FIFA egyik feladatához csatolt 8 tagú bizottságának tagja. Az UEFA koordinátora, az Ukrajna és Lengyelország közösen rendezésében formálódó, a XIII., a 2012-es labdarúgó-Európa-bajnokság döntő helyszíneinek kialakításánál.

## Újságírás
16 éven keresztül sportújságíróként a Pace és a Flag Young szerkesztőségeiben dolgozott. Egyetemi diplomája után 1977-1987 között a Sport Varsó napilapnál dolgozott.

## Külső hivatkozások
- Michał Listkiewicz. World Referee. [2012. október 8-i dátummal az eredetiből archiválva]. (Hozzáférés: 2013. augusztus 27.)
- Michał Listkiewicz. footballzz.com. (Hozzáférés: 2013. augusztus 27.)
- Michał Listkiewicz. footballdatabase.eu. (Hozzáférés: 2013. augusztus 27.)
- Michał Listkiewicz. scoreshelf.com. [2015. április 7-i dátummal az eredetiből archiválva]. (Hozzáférés: 2013. augusztus 27.)
- Michał Listkiewicz. eu-football.info. (Hozzáférés: 2013. augusztus 27.)
- Michał Listkiewicz. weltfussball.de. (Hozzáférés: 2013. augusztus 27.)